# Star Compass
Star Compass is het tweede studioalbum van Volt. Het album is opnieuw volgespeeld met grotendeels geïmproviseerde muziek met wat getroffen voorbereidingen (sequencers). Zij zien het als op pad gaan ; de weg ligt er al, maar de bestemming ligt nog niet vast. Het album, alhoewel nog steeds in de stijl van de Berlijnse School klinkt lichter dan hun vorig album. Sommige recensenten hadden het over chill-outmuziek.     

## Musici
- Michael Shipway, Steve Smith – toetsinstrumenten

## Tracklist
| Nr. | Titel                                         | Duur  |
| --- | --------------------------------------------- | ----- |
| 1.  | Escape Velocity                               | 11:10 |
| 2.  | Hyperspace Drift                              | 20:48 |
| 3.  | Star Compass (First, Second, Third Direction) | 22:58 |
| 4.  | First Contact                                 | 10:41 |